# General Manuel Serrano Airport
General Manuel Serrano Airport är en flygplats i Ecuador. Den ligger i den sydvästra delen av landet, 400 km söder om huvudstaden Quito. General Manuel Serrano Airport ligger 3 meter över havet.
Terrängen runt General Manuel Serrano Airport är mycket platt. En vik av havet är nära General Manuel Serrano Airport åt nordväst. Runt General Manuel Serrano Airport är det ganska glesbefolkat, med 38 invånare per kvadratkilometer. Närmaste större samhälle är Machala, 1,1 km norr om General Manuel Serrano Airport. Trakten runt General Manuel Serrano Airport består huvudsakligen av våtmarker.